# Joana de Barros Baptista
Joana Morais Sarmento de Barros Nascimento Baptista (Lisboa, 16 de setembro de 1935 — Lisboa, 28 de julho de 2024) foi uma professora e defensora dos direitos da mulheres, em Portugal.

## Percurso
Joana de Barros Baptista nasceu em Lisboa a 16 de setembro de 1935. Filha de Luísa de Morais Sarmento e de Henrique de Barros, e neta de João de Barros. Licenciada em Filologia Clássica, foi docente do ensino secundário, no Liceu de Oeiras, e, posteriormente, no ensino superior, na Faculdade de Letras da Universidade de Lisboa, onde foi docente de Língua Latina.Era casada com João Alexandre Nascimento Baptista, secretário de Estado da Cultura do XIV Governo Constitucional, lideradom por António Guterres.
Em 1969, foi candidata suplente a deputada à Assembleia Nacional pela Comissão Eleitoral de Unidade Democrática (CEUD).
Esteve envolvida pessoalmente na criação do decreto-lei nº 485/77 - oficialmente, o primeiro mecanismo promotor de igualdade entre mulheres e homens em Portugal, que criou as bases para a Comissão da Condição Feminina, mais tarde tornada Comissão para a Igualdade e para os Direitos das Mulheres e posteriormente, Comissão para a Cidadania e a Igualdade de Género (CIG).
Entre 1979 e 1985, Joana de Barros Baptista foi presidente da já referida Comissão da Condição Feminina e, em 1997, foi Alta-Comissária para as Questões da Promoção da Igualdade e da Família.
Em 1999, prefaciou o II Relatório de Portugal Sobre a Aplicação da Convenção dos Direitos da Criança.
A 23 de Novembro de 2021, foi agraciada pelo Presidente da República, Marcelo Rebelo de Sousa, com a Grã-Cruz da Ordem da Liberdade, devido ao seu "empenho na defesa dos direitos das mulheres em geral e das portuguesas em particular".
Faleceu a 28 de julho de 2024. As cerimónias fúnebres decorreram no Centro Funerário de Cascais, tendo sido em seguida cremada. O presidente Marcelo Rebelo de Sousa manifestou pesar pela sua morte e recordou-a com "profunda saudade", como tendo uma "visão profundamente humanista" e se tendo "destacado na promoção de uma sociedade mais justa e inclusiva, em particular na igualdade entre mulheres e homens".